# جيتيندرا سينغ
جيتيندرا سينغ (13 يونيو 2001 بكلكتا في الهند - ) هو لاعب كرة قدم هندي في مركز الدفاع.

## روابط خارجية
- جيتيندرا سينغ على موقع قاعدة بيانات كرة القدم.إي يو (الإنجليزية)
- جيتيندرا سينغ على موقع Soccerway.com (الإنجليزية)